# Aachen (Adelsgeschlecht)

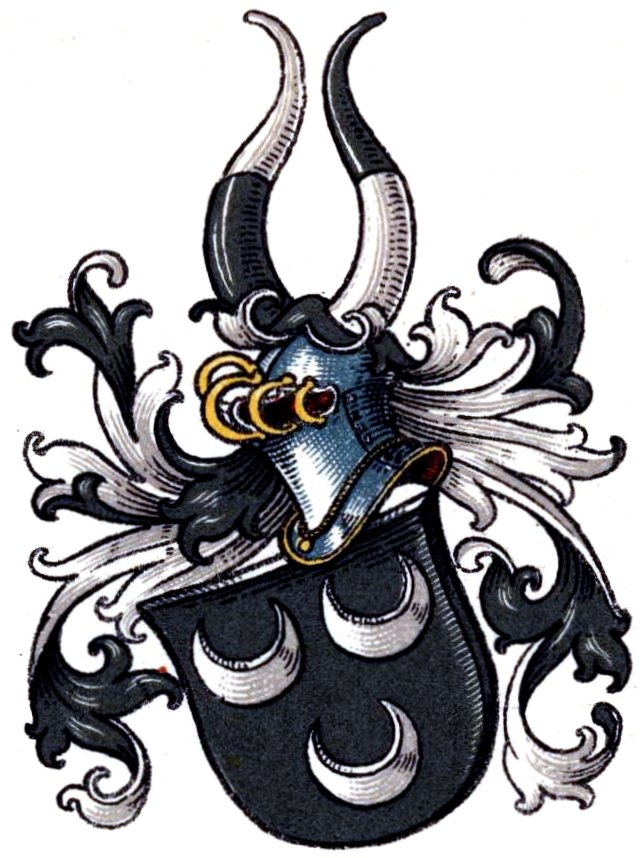
Stammwappen derer von Aachen

Die Herren von Aachen waren ein ursprünglich aus Speyer stammendes Adelsgeschlecht.

## Geschichte
Die Familie besaß in Westfalen das Gut Reigerding bei Rhede und einen Teil des Hauses Eicholz.
Seit der zweiten Hälfte des 18. Jahrhunderts standen mehrere Familienmitglieder in Diensten der königlich-preußischen Armee:
- Anton Ludwig von Aachen, 1739 Fähnrich beim Regiment Dohna, 1742 Sekondeleutnant beim Infanterie-Regiment Hautcharmoy
- N. N. von Aachen († 1807), Capitän beim Infanterie-Regiment von Hagken
- Klemens August von Aachen († 1808 Münster), königlich-preußischer Hauptmann, vermählt ab 1777 mit Maria Johanna von Aachen geb. Amboten (1755–1845)
- Lewin Friedrich von Aachen (* im Münsterland, † 1812 in Russland), Capitän beim 13. Westfälischen Infanterie-Regiment
- Ewald von Aachen († 1816), Leutnant beim Dragoner-Regiment von Wobeser, später Oberstleutnant der englisch-deutschen Legion

Mit Ewald von Aachen starben die Herren von Aachen im Mannesstamm aus.

## Wappen
Blasonierung: In Schwarz drei (2:1) silberne Halbmonde, auf dem Helm zwei halb weiße, halb schwarze Büffelhörner, von denen das linke unten, das rechte aber oben weiß ist. Die Helmdecke in Schwarz und Weiß.